# Oschin von Korykos
Oschin von Korykos († 26. Februar 1329 in Sis) war Herr von Korykos und von 1320 bis 1329 Regent des Königreichs Kleinarmenien für den minderjährigen König Leon V.

## Leben
Er war der Sohn des Geschichtsschreibers Hethum von Korykos und seiner Frau Isabella von Ibelin.
Als König Oschin von Armenien 1320 starb, wurde Oschin von Korykos als Regent für seinen elfjährigen Neffen König Leon V. eingesetzt. Wahrscheinlich war er es, der König Oschin zuvor hatte vergiften lassen. Und er war vermutlich auch für den Tod der Prinzessin Isabella von Armenien, der Schwester König Oschins und zweier ihrer Söhne verantwortlich, die er zur Konsolidierung seiner eigenen Macht beseitigen ließ. Zur weiteren Festigung seiner Macht verheiratete er 1321 seine Tochter Alix mit dem inzwischen zwölfjährigen König Leon V.
Während seiner Regentschaft wurde das Königreich durch die ägyptischen Mamluken und das mongolische Ilchanreich bedroht.
Als Leon V. volljährig wurde und selbst die Regierung des Königreiches übernahm, ließ er Oschin von Korykos am 26. Februar 1329 in Sis töten und ebenso seine Ehefrau, Oschins Tochter Alix. Oschins Kopf wurde an den mongolischen Ilchan Abu Sa'id geschickt.

## Ehen und Nachkommen
Er war zweimal verheiratet. In erster Ehe heiratete er um 1308 Margarethe von Ibelin, die Tochter von Balian von Ibelin (* 1240; † 1302), Seneschall von Zypern, und dessen Gattin Alix von Lampron. Mit ihr hatte er eine Tochter, Alix, die er mit König Leon V. verheiratete, sowie einen Sohn, Hethum, der 1325 jung starb. Seine Ehe mit Margarethe wurde 1311 aufgehoben.
Um 1320 heiratete er in zweiter Ehe Johanna von Anjou, die Witwe König Oschins und Tochter von Philipp I., Fürst von Tarent und Albanien, sowie Lateinischer Titularkaisers von Konstantinopel. Johanna nahm bei der Eheschließung den Vornamen Eirene an. Ihre gemeinsame Tochter, Maria, war nacheinander mit zwei Königen von Kleinarmenien, Konstantin V. und Konstantin VI. verheiratet.